# Dag Kappes
Dag Kappes (* 27. Mai 1963 in Krefeld, Deutschland; heimatberechtigt in Bern) ist ein deutsch-schweizerischer Naturwissenschaftler und Autor.

## Leben
Dag Kappes studierte Chemie, worin er 1988 mit dem Diplom an der Universität Würzburg abschloss (Diplomarbeit: Synthese und Reaktionen von Übergangsmetall-Enolaten, Würzburg 1987). 1990 promovierte er bei Hans Gerlach an der Universität Bayreuth zum doctor rerum naturalium. 1990/1991 war er Postdoctoral Fellow an der Universidad de Oviedo, Spanien. Anschliessend arbeitete er von 1992 bis 1999 als wissenschaftlicher Mitarbeiter bei der Bundesanstalt für Arbeitsschutz und Arbeitsmedizin in Dortmund. Von 2000 bis 2002 war er zur Gemeinsamen Forschungsstelle der EU in Ispra/Italien entsandt.
Im Februar 2003 trat er als stellvertretender Sektionsleiter der Sektion Toxikologie in das Bundesamt für Gesundheit (BAG) des Eidgenössischen Departement des Innern (EDI) ein. Von August 2005 bis Ende 2013 baute er die dortige Anmeldestelle Chemikalien als deren Leiter auf.
In den Jahren 2009 und 2010 wurde er zum Delegationsleiter der Exploration über eine Zusammenarbeit Schweiz–EU im Bereich Chemikaliensicherheit – interdepartementaler Kooperation von EDI, EDA, UVEK und dem damaligen EVD – benannt.
Seit 2014 betreut er Rechtssetzungsprojekte im Bereich Chemikalien. Unter seiner Leitung wurden zwei Regulierungsfolgenabschätzungen verwaltungsintern erstellt. Im Jahr 2016 war er an der Erarbeitung der Strategie Chemikaliensicherheit für den departementsübergreifenden Vollzug des Chemikalienrechts beteiligt und ist Projektleiter für deren Aktualisierung.
Seit 2017 unterrichtet Dag Kappes als Dozent das Modul Chemikalienrecht im Studiengang CAS-Umweltrecht an der Fachhochschule Nordwestschweiz.
Im Jahr 2017 wurde Dag Kappes in Bern eingebürgert.
Seit 2022 ist er Mitherausgeber der Zeitschrift für Stoffrecht (StoffR).
Er ist Mitglied der Grünliberalen Partei und kandidierte auf deren internationaler Liste für den Nationalrat bei den Wahlen am 22. Oktober 2023.

## Veröffentlichungen (Auswahl)

### Chemikalienrecht
- D. Kappes: Das Schweizer Chemikalienrecht: Die aktuelle Revision der Chemikalienverordnung und künftige Herausforderungen. In: Zeitschrift für Stoffrecht. Band 19, Nr. 3, 2022, S. 170–176, doi:10.21552/stoffr/2022/3/6.
- Dag Kappes: The Revision of the Swiss Chemicals Ordinance. In: International Chemical Regulatory and Law Review. Band 4, Nr. 2, 2021, S. 53–60 (lexxion.eu).
- Dag Kappes: Die geplante Revision der Schweizer Chemikalienverordnung. In: Zeitschrift für Stoffrecht. Band 18, Nr. 2, 2021, S. 72–78, doi:10.21552/stoffr/2021/2/7.
- S. Doninelli, D. Kappes, D. Murmann: Die Meldepflicht, der UFI und das Produkteregister in der Schweiz. In: Zeitschrift für Stoffrecht. Band 17, Nr. 4, 2020, S. 171–179, doi:10.21552/stoffr/2020/4/4.
- Dag Kappes, Brunhilde Kolp Buchs: The Authorisation Scheme for Biocidal Products in Switzerland. In: International Chemical Regulatory and Law Review. Band 2, Nr. 2, 2019, S. 52–60, doi:10.21552/icrl/2019/2/5.
- Dag Kappes, Olivier Depallens: Swiss Chemicals Legislation: An Overview. In: International Chemical Regulatory and Law Review. Band 1, Nr. 2, 2018, S. 64–73, doi:10.21552/icrl/2018/2/5.
- Brunhilde Kolp Buchs, Dag Kappes: Das Zulassungsverfahren für Biozidprodukte in der Schweiz. In: Zeitschrift für Stoffrecht. Band 14, Nr. 5, 2017, S. 222–228 (lexxion.eu).
- Dag Kappes: Wie funktioniert das Schweizer Chemikalienrecht? In: Zeitschrift für Stoffrecht. Band 14, Nr. 3, 2017, S. 135–142 (lexxion.eu).
- Dag Kappes, Olivier Depallens: Das Schweizer Chemikalienrecht. In: Zeitschrift für Stoffrecht. Band 13, Nr. 5, 2016, S. 252–262 (lexxion.eu).
- Christoph Streuli, Dag Kappes, Urs Näf, Urs von Arx: Leitfaden zum Chemikalienrecht, 2. Auflage, Stämpfli-Verlag 2013; ISBN 978-3-7272-8858-6.
- Peter Bormann, Dag Kappes, Paul Odermatt, Eva Reinhard: What Impact Will REACH Have on Consumer Protection? In: Chimia. Band 60, Nr. 10, 2006, S. 651–651, doi:10.2533/chimia.2006.651.
- Dag Kappes, Kirsten Rasmussen: Prioritisation of existing biocidal active substances in the European Union. In: Environmental Science & Policy. Band 6, Nr. 6, 2003, S. 521–532, doi:10.1016/j.envsci.2003.07.002.
- M.A. Sobanska, K. Aschberger, K. Rasmussen, F. Pedersen, D. Kappes: The review programme in the European Union for existing biocidal active substances—outcome of the notification process. In: Environmental Science & Policy. Band 6, Nr. 6, 2003, S. 513–519, doi:10.1016/j.envsci.2003.07.001.
- Christian J. A. Heidorn, Kirsten Rasmussen, Bjørn G. Hansen, Ole Nørager, Remi Allanou, René Seynaeve, Stefan Scheer, Dag Kappes, Roberta Bernasconi: IUCLID: An Information Management Tool for Existing Chemicals and Biocides. In: Journal of Chemical Information and Computer Sciences. Band 43, Nr. 3, 2003, S. 779–786, doi:10.1021/ci0202786.
- Kirsten Rasmussen, Dag Kappes: Implementation of the Biocidal-Products-Directive: Technical Notes for Guidance in support of Directive 98/8/EC, Chimica Oggi 2002, 11/12, 33.

### Organische Synthese
- Hans Gerlach, Dag Kappes, Robert K. Boeckman, Jr., Graham N. Maw: (−)-(1S,4R)-CAMPHANOYL CHLORIDE – [2-Oxabicyclo[2.2.1]heptane-1-carbonyl chloride, 4,7,7-trimethyl-3-oxo-, (1S)-)]. In: Organic Syntheses. Band 71, 1993, S. 48, doi:10.15227/orgsyn.071.0048.
- Dag Kappes, Hans Gerlach, Peter Zbinden, Max Dobler: Stereoselektive Synthesen von substituierten Tricarbonyl[tris(methylen)methan]eisen(0)-Komplexen. In: Helvetica Chimica Acta. Band 73, Nr. 8, 1990, S. 2136–2146, doi:10.1002/hlca.19900730809.
- Dag Kappes, Hans Gerlach: Preparation of (−)-(1 S ,4 R )-Camphanoyl Chloride [2-Oxabicyclo[2.2.1]heptane-1-carbonyl Chloride, 4,7,7-Trimethyl-3-oxo, (1S)-]. In: Synthetic Communications. Band 20, Nr. 4, 1990, S. 581–587, doi:10.1080/00397919008244907.
- Dag Kappes, Hans Gerlach, Peter Zbinden, Max Dobler, Wilfried A. König, Ralph Krebber, Gerhard Wenz: Optisch aktives Isopren(tricarbonyl)eisen(0) und Methyltrimethylenmethan(tricarbonyl)eisen(0). In: Angewandte Chemie. Band 101, Nr. 12, 1989, S. 1744–1745, doi:10.1002/ange.19891011238.
- Waldemar Adam, Axel Griesbeck, Dag Kappes: On the reaction of α-methylene-ß-peroxy lactones with olefins. In: The Journal of Organic Chemistry. Band 51, Nr. 23, 1986, S. 4479–4481, doi:10.1021/jo00373a029.